# Női strandröplabdatorna a 2008. évi nyári olimpiai játékokon
A 2008. évi nyári olimpiai játékokon a női strandröplabdatornát augusztus 9. és 21. között rendezték. A tornán 24 páros vett részt.

## Lebonyolítás
A 24 párost 6 darab 4 csapatos csoportba osztották a kiemelésnek megfelelően. Körmérkőzések döntötték el a csoportok végeredményét. A csoportból az első két helyezett és a két legjobb harmadik helyezett jutott tovább a nyolcaddöntőbe. A másik négy harmadik helyezettnek még egy mérkőzést kellett játszania a nyolcaddöntőbe jutásért, a két győztes jutott tovább. A nyolcaddöntőtől egyenes kieséses rendszerben folytatódott a torna.

## Csoportkör
| Színmagyarázat                                                                                     |
| -------------------------------------------------------------------------------------------------- |
| A csoportok első két helyezettje, és a két legjobb harmadik helyezettje bejutott a nyolcaddöntőbe. |
| A csoportok másik négy harmadik helyezettje még egy mérkőzést játszott a nyolcaddöntőbe jutásért.  |
| A csoportok negyedik helyezettjei kiestek.                                                         |

### Csoportbeosztás
Az 1–6. kiemelteket sorrendben az A-tól F csoportba osztották be, azonban ha a rendező ország csapata az első hat kiemelt között volt, akkor az automatikusan az A csoportba került. A 7–9., a 10–12., a 13–18. és a 19–24. kiemelteket sorsolással osztották be a csoportokba.

### A csoport
| Csapat                                            | Pont | Gy | V | P+  | P–  | Sz+ | Sz– |
| ------------------------------------------------- | ---- | -- | - | --- | --- | --- | --- |
| Tien Csia (Tian Jia) - Vang Csie (Wang Jie) (CHN) | 6    | 3  | 0 | 149 | 126 | 6   | 2   |
| Maaseide – Glesnes (NOR)                          | 5    | 2  | 1 | 130 | 121 | 5   | 2   |
| Van Breedam – Mouha (BEL)                         | 4    | 1  | 2 | 135 | 134 | 3   | 4   |
| Kuhn – Schwer (SUI)                               | 3    | 0  | 3 | 93  | 126 | 0   | 6   |

| 2008. augusztus 9. | Tien Csia (Tian Jia) - Vang Csie (Wang Jie) (CHN) | 2 – 0 | Kuhn – Schwer (SUI) | Beach Volleyball Ground |
| 2008. augusztus 9. | (21–12, 21–18)                                    |       |                     | Beach Volleyball Ground |

| 2008. augusztus 9. | Maaseide – Glesnes (NOR) | 2 – 0 | Van Breedam – Mouha (BEL) | Beach Volleyball Ground |
| 2008. augusztus 9. | (24–22, 21–18)           |       |                           | Beach Volleyball Ground |

| 2008. augusztus 11. | Tien Csia (Tian Jia) - Vang Csie (Wang Jie) (CHN) | 2 – 1 | Van Breedam – Mouha (BEL) | Beach Volleyball Ground |
| 2008. augusztus 11. | (18–21, 21–19, 15–13)                             |       |                           | Beach Volleyball Ground |

| 2008. augusztus 11. | Maaseide – Glesnes (NOR) | 2 – 0 | Kuhn – Schwer (SUI) | Beach Volleyball Ground |
| 2008. augusztus 11. | (21–11, 21–17)           |       |                     | Beach Volleyball Ground |

| 2008. augusztus 13. | Van Breedam – Mouha (BEL) | 2 – 0 | Kuhn – Schwer (SUI) | Beach Volleyball Ground |
| 2008. augusztus 13. | (21–18, 21–17)            |       |                     | Beach Volleyball Ground |

| 2008. augusztus 13. | Tien Csia (Tian Jia) - Vang Csie (Wang Jie) (CHN) | 2 – 1 | Maaseide – Glesnes (NOR) | Beach Volleyball Ground |
| 2008. augusztus 13. | (17–21, 21–14, 15–8)                              |       |                          | Beach Volleyball Ground |

### B csoport
| Csapat                    | Pont | Gy | V | P+  | P–  | Sz+ | Sz– |
| ------------------------- | ---- | -- | - | --- | --- | --- | --- |
| Walsh – May-Treanor (USA) | 6    | 3  | 0 | 126 | 85  | 6   | 0   |
| Fernández – Larrea (CUB)  | 5    | 2  | 1 | 116 | 116 | 4   | 2   |
| Håkedal – Tørlen (NOR)    | 4    | 1  | 2 | 108 | 111 | 2   | 4   |
| Szaiki – Kuszuhara (JPN)  | 3    | 0  | 3 | 88  | 126 | 0   | 6   |

| 2008. augusztus 10. | Walsh – May-Treanor (USA) | 2 – 0 | Szaiki – Kuszuhara (JPN) | Beach Volleyball Ground |
| 2008. augusztus 10. | (21–12, 21–15)            |       |                          | Beach Volleyball Ground |

| 2008. augusztus 10. | Fernández – Larrea (CUB) | 2 – 0 | Håkedal – Tørlen (NOR) | Beach Volleyball Ground |
| 2008. augusztus 10. | (22–20, 21–19)           |       |                        | Beach Volleyball Ground |

| 2008. augusztus 12. | Walsh – May-Treanor (USA) | 2 – 0 | Fernández – Larrea (CUB) | Beach Volleyball Ground |
| 2008. augusztus 12. | (21–15, 21–16)            |       |                          | Beach Volleyball Ground |

| 2008. augusztus 12. | Håkedal – Tørlen (NOR) | 2 – 0 | Szaiki – Kuszuhara (JPN) | Beach Volleyball Ground |
| 2008. augusztus 12. | (21–8, 21–18)          |       |                          | Beach Volleyball Ground |

| 2008. augusztus 14. | Fernández – Larrea (CUB) | 2 – 0 | Szaiki – Kuszuhara (JPN) | Beach Volleyball Ground |
| 2008. augusztus 14. | (21–18, 21–17)           |       |                          | Beach Volleyball Ground |

| 2008. augusztus 14. | Walsh – May-Treanor (USA) | 2 – 0 | Håkedal – Tørlen (NOR) | Beach Volleyball Ground |
| 2008. augusztus 14. | (21–12, 21–15)            |       |                        | Beach Volleyball Ground |

### C csoport
| Csapat                     | Pont | Gy | V | P+  | P–  | Sz+ | Sz– |
| -------------------------- | ---- | -- | - | --- | --- | --- | --- |
| Barnett – Cook (AUS)       | 6    | 3  | 0 | 143 | 113 | 6   | 1   |
| Larissa – Ana Paula (BRA)  | 5    | 2  | 1 | 156 | 139 | 4   | 4   |
| Saka – Rtvelo (GEO)        | 4    | 1  | 2 | 120 | 154 | 3   | 5   |
| Urjadova – Sirjajeva (RUS) | 3    | 0  | 3 | 140 | 157 | 3   | 6   |

| 2008. augusztus 9. | Larissa – Ana Paula (BRA) | 2 – 1 | Saka – Rtvelo (GEO) | Beach Volleyball Ground |
| 2008. augusztus 9. | (23–25, 21–17, 15–5)      |       |                     | Beach Volleyball Ground |

| 2008. augusztus 9. | Barnett – Cook (AUS) | 2 – 1 | Urjadova – Sirjajeva (RUS) | Beach Volleyball Ground |
| 2008. augusztus 9. | (21–8, 19–21, 15–12) |       |                            | Beach Volleyball Ground |

| 2008. augusztus 11. | Larissa – Ana Paula (BRA) | 2 – 1 | Urjadova – Sirjajeva (RUS) | Beach Volleyball Ground |
| 2008. augusztus 11. | (19–21, 21–12, 15–13)     |       |                            | Beach Volleyball Ground |

| 2008. augusztus 11. | Barnett – Cook (AUS) | 2 – 0 | Saka – Rtvelo (GEO) | Beach Volleyball Ground |
| 2008. augusztus 11. | (21–18, 21–12)       |       |                     | Beach Volleyball Ground |

| 2008. augusztus 13. | Saka – Rtvelo (GEO)   | 2 – 1 | Urjadova – Sirjajeva (RUS) | Beach Volleyball Ground |
| 2008. augusztus 13. | (10–21, 22–20, 15–12) |       |                            | Beach Volleyball Ground |

| 2008. augusztus 13. | Barnett – Cook (AUS) | 2 – 0 | Larissa – Ana Paula (BRA) | Beach Volleyball Ground |
| 2008. augusztus 13. | (23–21, 23–21)       |       |                           | Beach Volleyball Ground |

### D csoport
| Csapat                                              | Pont | Gy | V | P+  | P–  | Sz+ | Sz– |
| --------------------------------------------------- | ---- | -- | - | --- | --- | --- | --- |
| Hszüe Csen (Xue Chen) - Csang Hszi (Zhang Xi) (CHN) | 6    | 3  | 0 | 139 | 105 | 6   | 1   |
| Goller – Ludwig (GER)                               | 5    | 2  | 1 | 119 | 102 | 4   | 2   |
| Kutrumanídu – Ciarcíani (GRE)                       | 4    | 1  | 2 | 127 | 120 | 3   | 4   |
| Augoustides – Nel (RSA)                             | 3    | 0  | 3 | 68  | 126 | 0   | 6   |

| 2008. augusztus 10. | Hszüe Csen (Xue Chen) - Csang Hszi (Zhang Xi) (CHN) | 2 – 1 | Kutrumanídu – Ciarcíani (GRE) | Beach Volleyball Ground |
| 2008. augusztus 10. | (21–18, 19–21, 15–12)                               |       |                               | Beach Volleyball Ground |

| 2008. augusztus 10. | Goller – Ludwig (GER) | 2 – 0 | Augoustides – Nel (RSA) | Beach Volleyball Ground |
| 2008. augusztus 10. | (21–12, 21–14)        |       |                         | Beach Volleyball Ground |

| 2008. augusztus 12. | Kutrumanídu – Ciarcíani (GRE) | 2 – 0 | Augoustides – Nel (RSA) | Beach Volleyball Ground |
| 2008. augusztus 12. | (21–12, 21–8)                 |       |                         | Beach Volleyball Ground |

| 2008. augusztus 12. | Hszüe Csen (Xue Chen) - Csang Hszi (Zhang Xi) (CHN) | 2 – 0 | Goller – Ludwig (GER) | Beach Volleyball Ground |
| 2008. augusztus 12. | (21–14, 21–18)                                      |       |                       | Beach Volleyball Ground |

| 2008. augusztus 14. | Hszüe Csen (Xue Chen) - Csang Hszi (Zhang Xi) (CHN) | 2 – 0 | Augoustides – Nel (RSA) | Beach Volleyball Ground |
| 2008. augusztus 14. | (21–13, 21–9)                                       |       |                         | Beach Volleyball Ground |

| 2008. augusztus 14. | Goller – Ludwig (GER) | 2 – 0 | Kutrumanídu – Ciarcíani (GRE) | Beach Volleyball Ground |
| 2008. augusztus 14. | (24–22, 21–12)        |       |                               | Beach Volleyball Ground |

### E csoport
| Csapat                 | Pont | Gy | V | P+  | P–  | Sz+ | Sz– |
| ---------------------- | ---- | -- | - | --- | --- | --- | --- |
| Branagh – Youngs (USA) | 6    | 3  | 0 | 139 | 129 | 6   | 1   |
| Pohl – Rau (GER)       | 5    | 2  | 1 | 117 | 115 | 4   | 2   |
| Estévez – Crespo (CUB) | 4    | 1  | 2 | 130 | 117 | 3   | 4   |
| Kadijk – Mooren (NED)  | 3    | 0  | 3 | 107 | 132 | 0   | 6   |

| 2008. augusztus 9. | Branagh – Youngs (USA) | 2 – 0 | Kadijk – Mooren (NED) | Beach Volleyball Ground |
| 2008. augusztus 9. | (21–19, 27–25)         |       |                       | Beach Volleyball Ground |

| 2008. augusztus 9. | Pohl – Rau (GER) | 2 – 0 | Estévez – Crespo (CUB) | Beach Volleyball Ground |
| 2008. augusztus 9. | (21–17, 21–19)   |       |                        | Beach Volleyball Ground |

| 2008. augusztus 11. | Estévez – Crespo (CUB) | 2 – 0 | Kadijk – Mooren (NED) | Beach Volleyball Ground |
| 2008. augusztus 11. | (21–11, 21–15)         |       |                       | Beach Volleyball Ground |

| 2008. augusztus 11. | Branagh – Youngs (USA) | 2 – 0 | Pohl – Rau (GER) | Beach Volleyball Ground |
| 2008. augusztus 11. | (21–17, 21–16)         |       |                  | Beach Volleyball Ground |

| 2008. augusztus 13. | Branagh – Youngs (USA) | 2 – 1 | Estévez – Crespo (CUB) | Beach Volleyball Ground |
| 2008. augusztus 13. | (21–19, 13–21, 15–12)  |       |                        | Beach Volleyball Ground |

| 2008. augusztus 13. | Pohl – Rau (GER) | 2 – 0 | Kadijk – Mooren (NED) | Beach Volleyball Ground |
| 2008. augusztus 13. | (21–19, 21–18)   |       |                       | Beach Volleyball Ground |

### F csoport
| Csapat                            | Pont | Gy | V | P+  | P–  | Sz+ | Sz– |
| --------------------------------- | ---- | -- | - | --- | --- | --- | --- |
| Talita – Renata (BRA)             | 6    | 3  | 0 | 139 | 121 | 6   | 1   |
| D. Schwaiger – S. Schwaiger (AUT) | 5    | 2  | 1 | 121 | 105 | 4   | 2   |
| Candelas – García (MEX)           | 4    | 1  | 2 | 124 | 146 | 3   | 5   |
| Karandásziu – Arvaníti (GRE)      | 3    | 0  | 3 | 125 | 137 | 1   | 6   |

| 2008. augusztus 10. | Talita – Renata (BRA) | 2 – 1 | Candelas – García (MEX) | Beach Volleyball Ground |
| 2008. augusztus 10. | (18–21, 21–16, 15–8)  |       |                         | Beach Volleyball Ground |

| 2008. augusztus 10. | D. Schwaiger – S. Schwaiger (AUT) | 2 – 0 | Karandásziu – Arvaníti (GRE) | Beach Volleyball Ground |
| 2008. augusztus 10. | (21–18, 21–18)                    |       |                              | Beach Volleyball Ground |

| 2008. augusztus 12. | Talita – Renata (BRA) | 2 – 0 | D. Schwaiger – S. Schwaiger (AUT) | Beach Volleyball Ground |
| 2008. augusztus 12. | (21–18, 21–19)        |       |                                   | Beach Volleyball Ground |

| 2008. augusztus 12. | Candelas – García (MEX) | 2 – 1 | Karandásziu – Arvaníti (GRE) | Beach Volleyball Ground |
| 2008. augusztus 12. | (21–17, 16–21, 15–12)   |       |                              | Beach Volleyball Ground |

| 2008. augusztus 14. | D. Schwaiger – S. Schwaiger (AUT) | 2 – 0 | Candelas – García (MEX) | Beach Volleyball Ground |
| 2008. augusztus 14. | (21–17, 21–10)                    |       |                         | Beach Volleyball Ground |

| 2008. augusztus 14. | Talita – Renata (BRA) | 2 – 0 | Karandásziu – Arvaníti (GRE) | Beach Volleyball Ground |
| 2008. augusztus 14. | (22–20, 21–19)        |       |                              | Beach Volleyball Ground |

### Harmadik helyezettek
A legjobb két harmadik helyezett bejutott a nyolcaddöntőbe. Az alábbi táblazat alapján a 3. helyezett a 6. helyezettel, a 4. helyezett pedig az 5. helyezettel játszott egy mérkőzést a nyolcaddöntőbe jutásért.
| Hely | Csapat                        | Pont | Gy | V | P+  | P–  | PA    | Sz+ | Sz– |
| ---- | ----------------------------- | ---- | -- | - | --- | --- | ----- | --- | --- |
| 1    | Estévez – Crespo (CUB)        | 4    | 1  | 2 | 130 | 117 | 1.111 | 3   | 4   |
| 2    | Kutrumanídu – Ciarcíani (GRE) | 4    | 1  | 2 | 127 | 120 | 1.058 | 3   | 4   |
| 3    | Van Breedam – Mouha (BEL)     | 4    | 1  | 2 | 135 | 134 | 1.007 | 3   | 4   |
| 4    | Håkedal – Tørlen (NOR)        | 4    | 1  | 2 | 108 | 111 | 0.972 | 2   | 4   |
| 5    | Candelas – García (MEX)       | 4    | 1  | 2 | 124 | 146 | 0.849 | 3   | 5   |
| 6    | Saka – Rtvelo (GEO)           | 4    | 1  | 2 | 120 | 154 | 0.779 | 3   | 5   |

| 2008. augusztus 14. | Van Breedam – Mouha (BEL) | 2 – 0 | Saka – Rtvelo (GEO) | Beach Volleyball Ground |
| 2008. augusztus 14. | (21–13, 21–19)            |       |                     | Beach Volleyball Ground |

| 2008. augusztus 14. | Håkedal – Tørlen (NOR) | 2 – 1 | Candelas – García (MEX) | Beach Volleyball Ground |
| 2008. augusztus 14. | (20–22, 21–12, 15–11)  |       |                         | Beach Volleyball Ground |

## Egyenes kieséses szakasz

### Nyolcaddöntők
| 2008. augusztus 15. | Tien Csia (Tian Jia) - Vang Csie (Wang Jie) (CHN) | 2 – 0 | Håkedal – Tørlen (NOR) | Beach Volleyball Ground |
| 2008. augusztus 15. | (21–13, 21–15)                                    |       |                        | Beach Volleyball Ground |

| 2008. augusztus 15. | D. Schwaiger – S. Schwaiger (AUT) | 2 – 1 | Goller – Ludwig (GER) | Beach Volleyball Ground |
| 2008. augusztus 15. | (23–21, 11–21, 18–16)             |       |                       | Beach Volleyball Ground |

| 2008. augusztus 15. | Branagh – Youngs (USA) | 2 – 0 | Fernández – Larrea (CUB) | Beach Volleyball Ground |
| 2008. augusztus 15. | (21–15, 21–13)         |       |                          | Beach Volleyball Ground |

| 2008. augusztus 15. | Hszüe Csen (Xue Chen) - Csang Hszi (Zhang Xi) (CHN) | 2 – 0 | Estévez – Crespo (CUB) | Beach Volleyball Ground |
| 2008. augusztus 15. | (21–19, 21–13)                                      |       |                        | Beach Volleyball Ground |

| 2008. augusztus 15. | Barnett – Cook (AUS)  | 2 – 1 | Kutrumanídu – Ciarcíani (GRE) | Beach Volleyball Ground |
| 2008. augusztus 15. | (22–20, 19–21, 15–12) |       |                               | Beach Volleyball Ground |

| 2008. augusztus 15. | Talita – Renata (BRA) | 2 – 1 | Maaseide – Glesnes (NOR) | Beach Volleyball Ground |
| 2008. augusztus 15. | (12–21, 21–19, 15–13) |       |                          | Beach Volleyball Ground |

| 2008. augusztus 15. | Larissa – Ana Paula (BRA) | 2 – 0 | Pohl – Rau (GER) | Beach Volleyball Ground |
| 2008. augusztus 15. | (21–18, 21–14)            |       |                  | Beach Volleyball Ground |

| 2008. augusztus 15. | Walsh – May-Treanor (USA) | 2 – 0 | Van Breedam – Mouha (BEL) | Beach Volleyball Ground |
| 2008. augusztus 15. | (24–22, 21–10)            |       |                           | Beach Volleyball Ground |

### Negyeddöntők
| 2008. augusztus 17. | Tien Csia (Tian Jia) - Vang Csie (Wang Jie) (CHN) | 2 – 0 | D. Schwaiger – S. Schwaiger (AUT) | Beach Volleyball Ground |
| 2008. augusztus 17. | (21–12, 21–12)                                    |       |                                   | Beach Volleyball Ground |

| 2008. augusztus 17. | Hszüe Csen (Xue Chen) - Csang Hszi (Zhang Xi) (CHN) | 2 – 0 | Branagh – Youngs (USA) | Beach Volleyball Ground |
| 2008. augusztus 17. | (21–17, 21–13)                                      |       |                        | Beach Volleyball Ground |

| 2008. augusztus 17. | Talita – Renata (BRA) | 2 – 0 | Barnett – Cook (AUS) | Beach Volleyball Ground |
| 2008. augusztus 17. | (24–22, 21–14)        |       |                      | Beach Volleyball Ground |

| 2008. augusztus 17. | Walsh – May-Treanor (USA) | 2 – 0 | Larissa – Ana Paula (BRA) | Beach Volleyball Ground |
| 2008. augusztus 17. | (21–18, 21–15)            |       |                           | Beach Volleyball Ground |

### Elődöntők
| 2008. augusztus 19. | Tien Csia (Tian Jia) - Vang Csie (Wang Jie) (CHN) | 2 – 1 | Hszüe Csen (Xue Chen) - Csang Hszi (Zhang Xi) (CHN) | Beach Volleyball Ground |
| 2008. augusztus 19. | (22–24, 29–27, 15–8)                              |       |                                                     | Beach Volleyball Ground |

| 2008. augusztus 19. | Walsh – May-Treanor (USA) | 2 – 0 | Talita – Renata (BRA) | Beach Volleyball Ground |
| 2008. augusztus 19. | (21–12, 21–14)            |       |                       | Beach Volleyball Ground |

### Bronzmérkőzés
| 2008. augusztus 21. | Hszüe Csen (Xue Chen) - Csang Hszi (Zhang Xi) (CHN) | 2 – 0 | Talita – Renata (BRA) | Beach Volleyball Ground |
| 2008. augusztus 21. | (21–19, 21–17)                                      |       |                       | Beach Volleyball Ground |

### Döntő
| 2008. augusztus 21. | Walsh – May-Treanor (USA) | 2 – 0 | Tien Csia (Tian Jia) - Vang Csie (Wang Jie) (CHN) | Beach Volleyball Ground |
| 2008. augusztus 21. | (21–18, 21–18)            |       |                                                   | Beach Volleyball Ground |

### Végeredmény
| Helyezés | Csapat                                              | Kiemelés |
| -------- | --------------------------------------------------- | -------- |
| Arany    | Kerri Walsh – Misty May-Treanor (USA)               | 2        |
| Ezüst    | Tien Csia (Tian Jia) - Vang Csie (Wang Jie) (CHN)   | 1        |
| Bronz    | Hszüe Csen (Xue Chen) - Csang Hszi (Zhang Xi) (CHN) | 4        |
| 4.       | Talita Antunes – Renata Ribeiro (BRA)               | 6        |
| 5.       | Larissa França – Ana Paula Connelly (BRA)           | 3        |
| 5.       | Nicole Branagh – Elaine Youngs (USA)                | 5        |
| 5.       | Tamsin Barnett – Natalie Cook (AUS)                 | 10       |
| 5.       | Doris Schwaiger – Stefanie Schwaiger (AUT)          | 14       |
| 9.       | Sara Goller – Laura Ludwig (GER)                    | 8        |
| 9.       | Stephanie Pohl – Okka Rau (GER)                     | 9        |
| 9.       | Nila Håkedal – Ingrid Tørlen (NOR)                  | 11       |
| 9.       | Kathrine Maaseide – Susanne Glesnes (NOR)           | 12       |
| 9.       | Dalixia Fernández – Tamara Larrea (CUB)             | 13       |
| 9.       | Liesbet Van Breedam – Liesbeth Mouha (BEL)          | 15       |
| 9.       | Imara Estévez – Milagros Crespo (CUB)               | 16       |
| 9.       | Efthália Kutrumanídu – María Ciarcíani (GRE)        | 17       |
| 17.      | Bibiana Candelas – Mayra Aide García (MEX)          | 21       |
| 17.      | Cristine Santanna – Andrezza Martins (GEO)          | 23       |
| 19.      | Vaszilikí Karandásziu – Vaszilikí Arvaníti (GRE)    | 7        |
| 19.      | Natalja Urjadova – Alekszandra Sirjajeva (RUS)      | 18       |
| 19.      | Rebekka Kadijk – Merel Mooren (NED)                 | 19       |
| 19.      | Simone Kuhn – Lea Schwer (SUI)                      | 20       |
| 19.      | Szaiki Mika – Kuszuhara Csiaki (JPN)                | 22       |
| 19.      | Judith Augoustides – Vitalina Nel (RSA)             | 24       |